# Wiz Khalifa
Кемерон Джибріль Томаз (англ. Cameron Jibril Thomaz, нар. 8 вересня 1987), більш відомий під псевдонімом Wiz Khalifa — американський репер.
У 2006 році випустив дебютний альбом Show and Prove, У 2007 році підписав контракт с Warner Bros.Records. Того ж року випускає сингл «Say Yeah», що потрапив у ротацію різноманітних радіостанцій, а також до чартів Rhythmic Airplay Chart і Hot Rap Songs.
У 2009 році йде від Warner Bros., а в листопаді випускає другий альбом Deal or No Deal. У 2010 році Кемерон підписує контракт з Atlantic Records, а у вересні випускає сингл «Black and Yellow», який потрапив на першу позицію Billboard Hot 100.
29 березня 2011 року вийшов третій альбом Rolling Papers. 26 квітня 2014 випускає мікстейп 28 grams. 19 серпня 2014 року вийшов альбом Blacc Hollywood.
6 квітня 2015 випустив кліп «See You Again», який зайняв у 2017 році друге місце за переглядами на Ютубі, досягши 3,2 млрд переглядів у листопаді 2017.

## Дискографія
- Show and Prove (2006)
- Deal or No Deal (2009)
- Rolling Papers (2011)
- Mac & Devin Go to High School (з Snoop Dogg) (2011)
- O.N.I.F.C. (2012)
- Blacc Hollywood (2014)
- Rolling Papers 2 (2018)[6]
- Multiverse (2022)

## Фільмографія
Фільми
| Рік  | Назва                             | Роль           | Нотатки              |
| ---- | --------------------------------- | -------------- | -------------------- |
| 2012 | Gangs of Roses 2: Next Generation | Тіммі          |                      |
| 2012 | Mac & Devin Go to High School     | Девін          |                      |
| 2017 | Demi Lovato: Simply Complicated   | Камео          | Документальний фильм |
| 2018 | The After Party                   | Камео          | Фільм Netflix        |
| 2023 | Spinning Gold                     | George Clinton |                      |

Телесеріали
| Рік       | Назва                 | Роль                                         | Нотатки                               |
| --------- | --------------------- | -------------------------------------------- | ------------------------------------- |
| 2012      | Master of the Mix     | Special Guest Star; episode: Final Challenge |                                       |
| 2012      | Punk'd                | 9 сезон, 13 епізод                           |                                       |
| 2012      | This Is How I Made It | 1 сезон, 9 епізод                            |                                       |
| 2012      | Ridiculousness        | 2 сезон, 11 епізод                           |                                       |
| 2014      | The Eric Andre Show   | Камео                                        | Епізод: «Wiz Khalifa; Aubrey Peeples» |
| 2016      | American Dad!         | Матео (голос)                                | Епізод: «Bahama Mama»                 |
| 2019-2021 | Dickinson             | Death                                        | 6 episodes                            |
| 2020–2022 | Duncanville           | Містер Мітч (голос)                          | Recurring role                        |
| 2021      | The Masked Singer     | Chameleon                                    | 5 сезон                               |
| 2022      | Big City Greens       | Frilled Lizard (voice)                       | Епізод: «Rembo»                       |